# Bellegarde (Gers)
Bellegarde település Franciaországban, Gers megyében. Lakosainak száma 159 fő (2022. január 1.). Bellegarde Betcave-Aguin, Bézues-Bajon, Masseube, Meilhan, Moncorneil-Grazan, Pouy-Loubrin és Sère községekkel határos.

## Népesség
A település népességének változása:
| Lakosok száma | 203  | 148  | 150  | 159  | 174  | 176  | 190  | 173  | 165  | 159  |
|               | 1968 | 1982 | 1990 | 2006 | 2013 | 2015 | 2017 | 2019 | 2020 | 2022 |